# Ranggen
Ranggen je obec v Rakousku ve spolkové zemi Tyrolsko v okrese Innsbruck-venkov. V obci žije přibližně 1 100 obyvatel.

## Poloha
Ranggen se nachází v kotlině na terase Inntalu ve východním pokračování hory Inzinger Berg. Skutečná místní oblast Rangger je rozdělena na vnější, horní a dolní vesnici. Kromě toho existují alejovité koncentrace a vesničky, které charakterizují obraz kulturní krajiny. Zvláštností sídelní geografie je rezidence Ferklehen – nacházející se na dně údolí u Unterperfuss – jejíž jméno je odvozeno od „Fergen“, což původně znamenalo právo starat se o přívoz na Inn u Zirlu. Po postavení Innského mostu (1482) se zákon týkal údržby mostu.
Přes Ranggen protéká řeka Rettenbach. Nejvyšší horou je Rangger Köpfl (1939 m n. m.).
Obec má rozlohu 7 km², z toho 65,5 %tvoří lesy, 25, % je využíváno pro zemědělství a tři procenta jsou zahrady. Z celkové plochy je 37 % území osídleno.

### Části obce
| - Außerdorf - Oberdorf - Unterdorf - Wartfeldgasse - Vorstatt - Leithenweg | - Hauptstraße - Oberanger - Obere Gasse - Riedpuite - Viehscheide - Ried | - Itzlranggen - Blachfeld - Omesberg - Niedere Wiese - Ferklehen - Pfarrwiese |

### Sousední obce
|        | Zirl        |              |
| Inzing |             | Unterperfuss |
|        | Oberperfuss |              |

## Historie
Ve středověku a raném novověku měl v Ranggenu významné majetky premonstrátský klášter Wilten (Innsbruck). Ten vedl vlastní archiválie pod názvem  „Lutzlranggen“ (ze středohornoněmeckého lützel, lützelig = malý, málo), který je dnes jazykově ztvárněn v místním názvu Itzlranggen.

## Znak
Obci byl udělen obecní znak tyrolskou zemskou vládou 31. března 1987.
Blason: štít černý a zelený dělený stupněm doleva. V černém poli stříbrný drak obrácený doleva.
Stupeň symbolizuje terasovitou polohu obce a hřeben Ranggenu. Drak - zároveň znak patrona kostela svatého Magnuse - symbolizuje kdysi nebezpečný strmý svah.

## Galerie

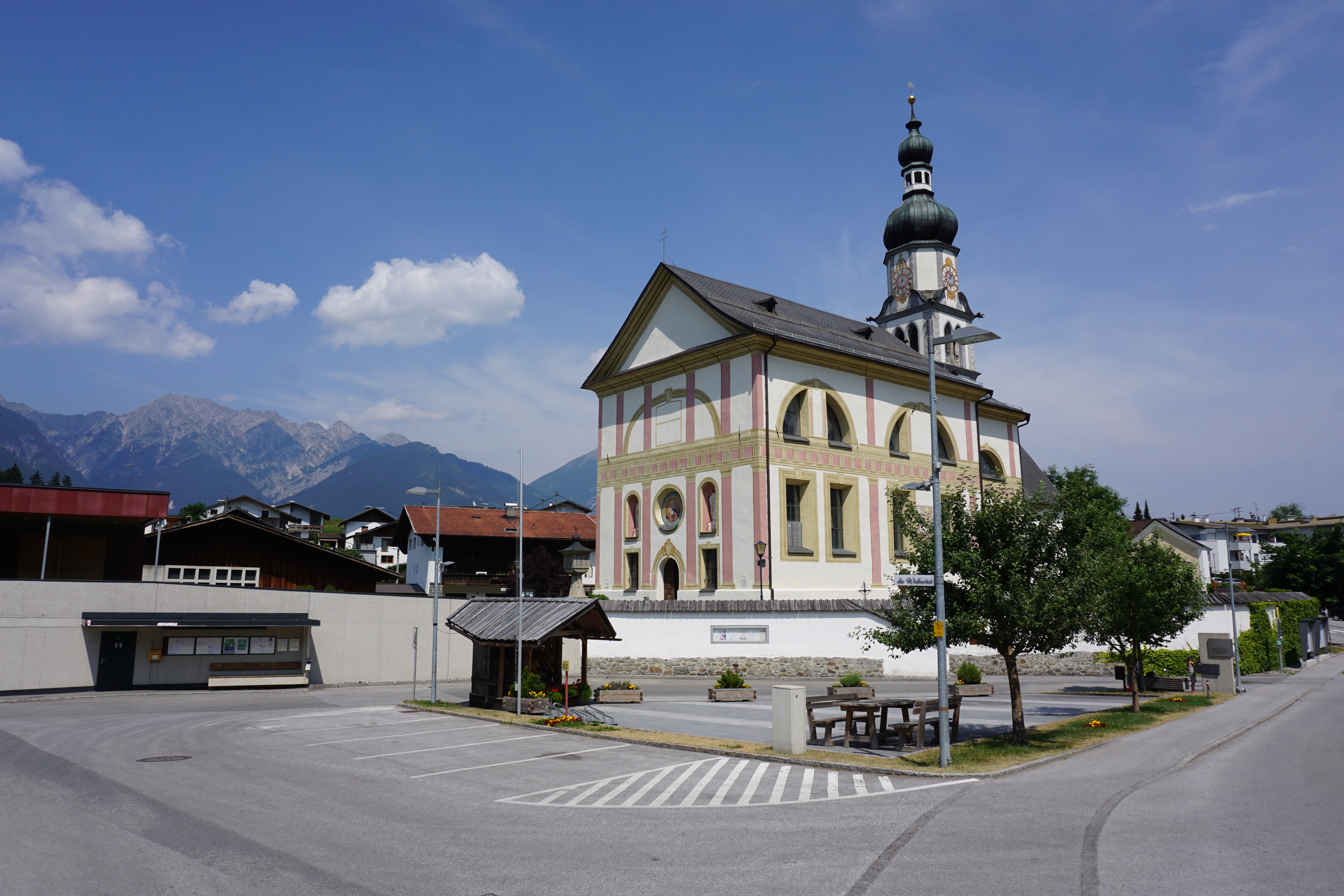
Katolický farní kostel svatého Magnuse
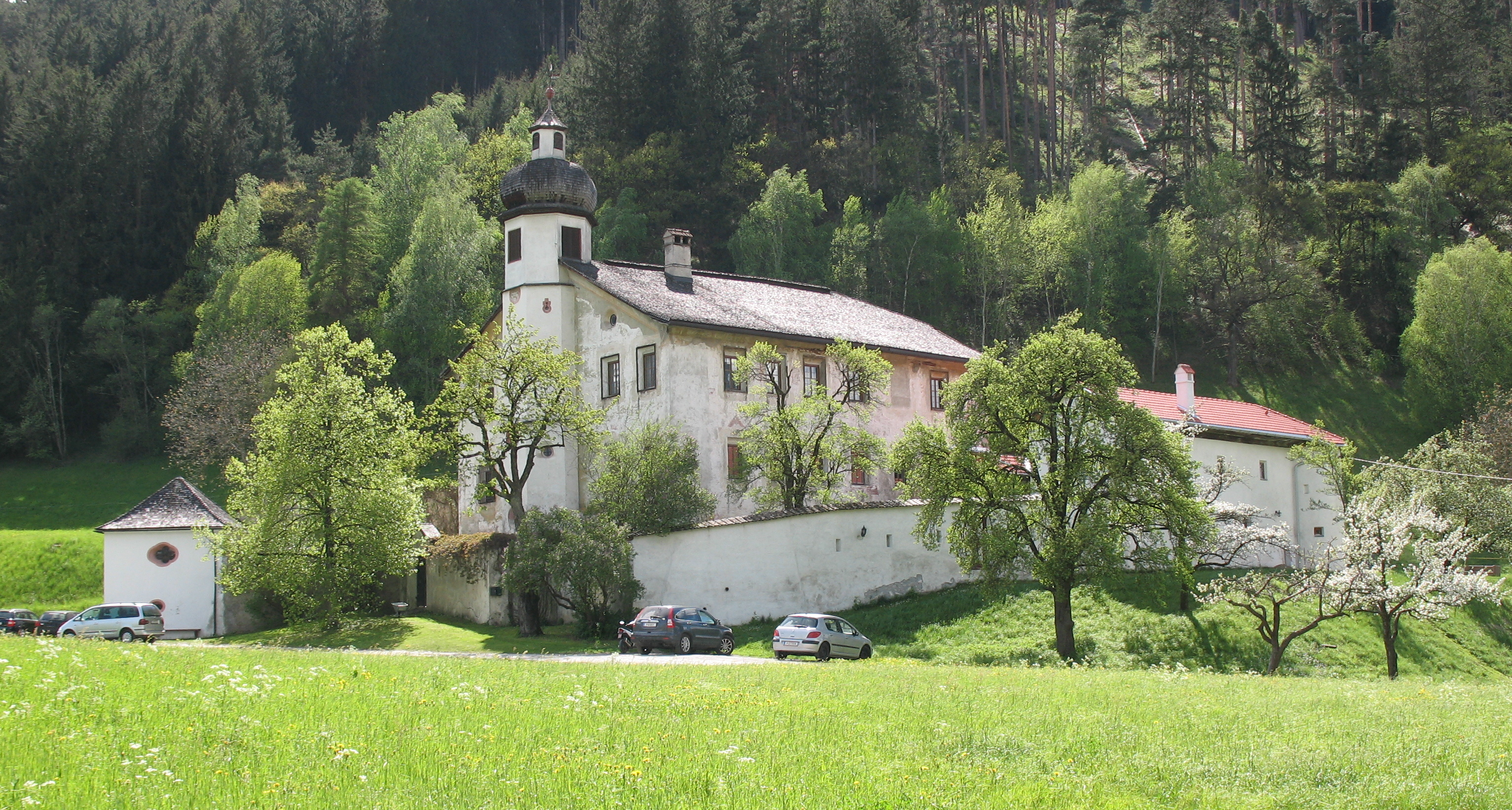
Barokní rezidence Ferklehen
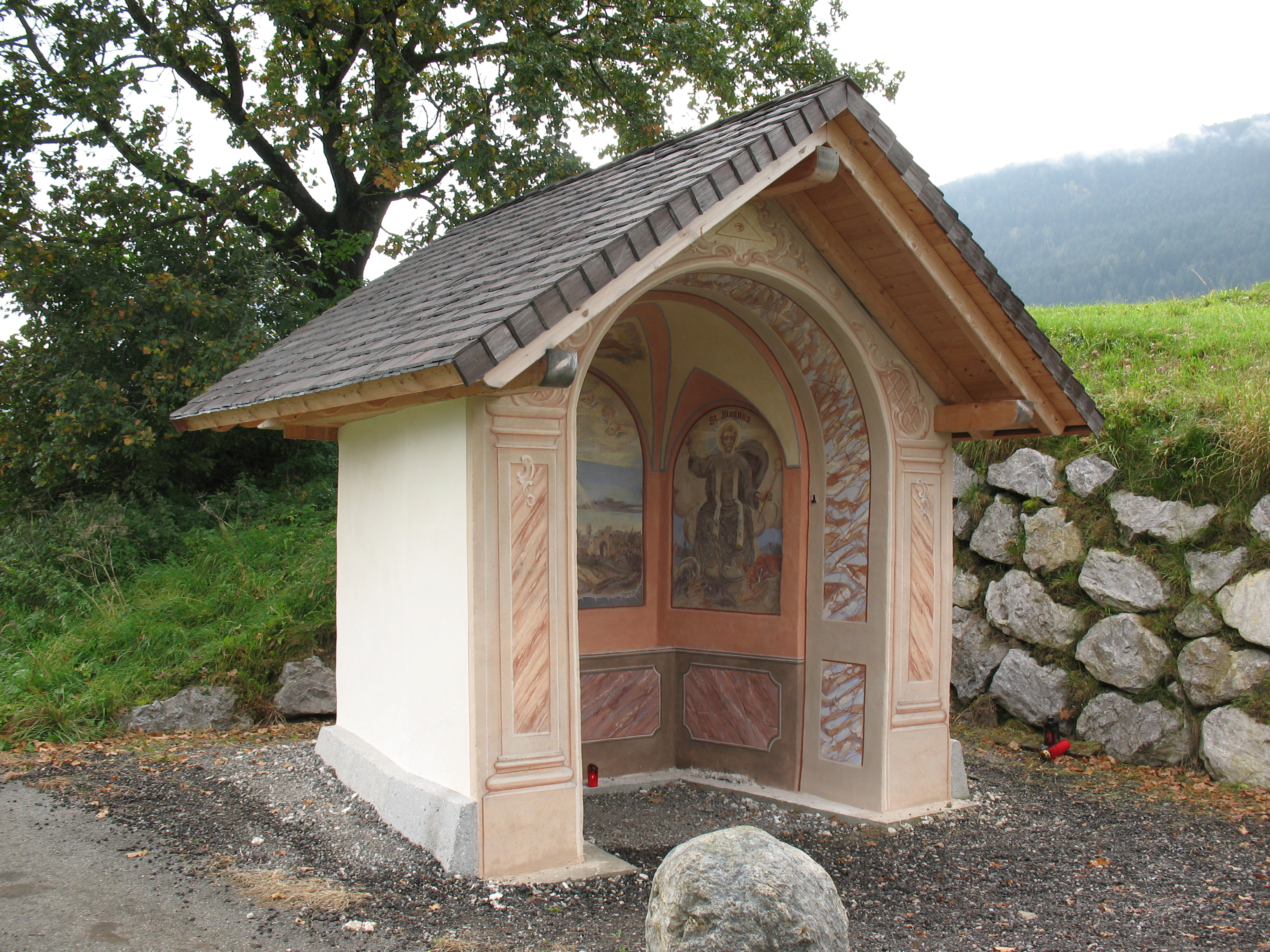
Barokní malovaná kaple